# 竹田歩佳
竹田 歩佳（たけだ あゆか、1990年1月23日 - ）は、北海道出身の元女子スキージャンプ選手である。札幌日本大学高校卒業。デンソー北海道勤務。
2018年3月にジャンプスキー競技を引退。

## 主な成績
- 2009年

全日本学生スキー選手権大会ノルディックスキー・スペシャルジャンプ:女子の部優勝
ノルディックスキー世界選手権:21位
- 2013年

全日本スキー選手権大会スペシャルジャンプ:女子ノーマルヒル優勝
- 2014年

ワールドカップ総合成績:61位（5ポイント）